# 和沢昌治
和沢 昌治（わざわ しょうじ、1914年〈大正3年〉2月18日 - 1988年〈昭和63年〉4月17日）は、日本の俳優。本名は和沢 正次（読みは同じ）。
石川県金沢市出身。劇団北陸新協、劇団文化座、東京俳優生活協同組合に所属していた。趣味は俳句、詩集。特技は大阪弁。
1981年、自らの著書「犀川べりで」で、泉鏡花記念金沢市民文学賞受賞。

## 出演作品

### 映画
- 太陽のない街（1954年）
- 脱衣室の殺人（1958年） - 支配人
- 筑豊のこどもたち（1960年） - 服部清造
- 悪党（1965年） - 覚一検校
- 戦争と人間 第三部（1973年） - 磯谷廉介中将
- 北ぐにのとも子 (1974年、英映画社)
- 特攻任侠自衛隊（1977年） - 駐屯地司令
- 男はつらいよ口笛を吹く寅次郎(1983年)　- 法事の客
- がんばったねお母さん（1987年、学研映画） - 祖父

### テレビドラマ
- テレビ指定席 / 遠い道（1962年）
- 髙島屋バラ劇場 / お嬢さん乾杯（1962年）
- ダイヤル110番 第274話「あたいと可愛いダチッ子と（1962年）
- 東芝日曜劇場 / 三代目（1964年）
- 事件記者
  - 第332話「歳月」（1964年）
  - 第346話「真相」（1965年）
- 甲州遊侠伝 俺はども安 第11話（1965年）
- 風雪 / 明治の元勲 山県有朋と伊藤博文（1965年）
- 船っ子先生（1965年）
- 判決 第174話「おかめカッパ」（1966年）
- 連続テレビ小説（NHK総合）
  - おはなはん（1966年 - 1967年）
  - おしん（1983年）
- ウルトラシリーズ
  - ウルトラQ 第23話「南海の怒り」（1966年） - 第五大平丸船長（雄三の父）
  - 帰ってきたウルトラマン（1972年）
    - 第39話「冬の怪奇シリーズ 20世紀の雪男」 - 村人 ※ノンクレジット
    - 第43話「魔神 月に咆える」 - 伊吹葉子の父
- 特別機動捜査隊 第279話「そこに私はいた」（1967年）
- 大河ドラマ
  - 竜馬がゆく（1968年） - 茶店の亭主
  - 新・平家物語（1972年）
  - 獅子の時代（1980年） - 会津の武士 ※方言指導
  - 峠の群像（1982年） - 大名
  - いのち（1986年） - 老人
- 七人の刑事 第2シーズン 第343話「松子と幸平」（1967年）
- 鬼平犯科帳 第1シリーズ 第46話「しかえし」（1970年、NET / 東宝）‐ 美濃屋
- 冬の華 第3話、第4話（1971年）
- おさな妻 第31話「見合い恋愛」（1971年）
- 気になる嫁さん（1971年 - 1972年）
- 天下御免（1971年 - 1972年）
- なんたって18歳! 第12話「クルシミマスだわァ」（1971年）
- タイム・トラベラー（1972年）
- 快傑ライオン丸 第2話「倒せ!! 怪人ヤマワロ童子」（1972年） - 村長
- 荒野の素浪人
  - 第1シリーズ 第15話「乱闘 銀山白鳳峡」（1972年）
  - 新・荒野の素浪人 第38話「落ちた偶像」（1974年）
- 浮世絵 女ねずみ小僧2 第18話「隠し砦の決斗」（1972年）
- 大岡越前 第3部 第15話「天狗の眠り」（1972年） - 要作
- 冬物語 第11話「海鳴りは悲しい」（1973年）
- 荒野の用心棒 第14話「黒豹は死の追跡を狙って…」（1973年）
- 走れ!ケー100 第23話「はるばる来たぜ北海道（函館の巻）」（1973年）
- 木曽街道いそぎ旅 第6話「鬼押し出しの決闘」（1973年）
- 丹下左膳 こけ猿の壷篇（1974年 - 1975年）
- 破れ傘刀舟 悪人狩り 第33話「欲望の檻の中で」（1975年）
- 前略おふくろ様 第1シリーズ 第2話（1975年） - 小料理屋のおやじ
- ザ・スペシャル / 落日燃ゆ（1976年）
- 俺たちの旅 第42話「男は生きがいをもとめるものです」（1976年）
- 水戸黄門 第7部 第18話「盗まれた印籠 -山形-」（1976年） - 百姓
- 明治の群像 海に火輪を 第6話「陸奥宗光」（1976年） - 伊達宗広
- あかんたれ 第24話（1976年）
- TBS特別企画 / 熱い嵐（1979年）
- 半七捕物帳 第17話「化け銀杏」（1979年）
- 3年B組金八先生 第1シリーズ第1回 (1979年10月26日)  - 君塚校長の夫(声のみ)
- 太陽にほえろ!
  - 第355話「ボス」（1979年） - 証言者の老人
  - 第548話「金曜日に会いましょう」（1983年） - 公園の老人
- 熱中時代 刑事編 第8話「熱中刑事ついに結婚」（1979年） - 神主
- 土曜ワイド劇場
  - 戦後最大の誘拐 吉展ちゃん事件（1979年6月30日）
  - 殺人行おくのほそ道（1983年）
- 伝七捕物帳（テレビ朝日版）第25話「鈴を振る女」（1979年、ANB） - 利右衛門
- ちょっとマイウェイ 第3話「株式会社"ひまわり亭"よ!」（1979年）
- 江戸の牙 第7話「陰謀! 地獄の盛り場」（1979年）
- 噂の刑事トミーとマツ 第1シリーズ
  - 第8話「きまった! トミーの投げ銭」（1979年）
  - 第57話「トミマツ腰抜け、女は魔物だ!」（1981年）
- 大江戸捜査網
  - 第467話「二人の夫をもつ花嫁」（1980年）
  - 第503話「父娘が泣く非情の武士道」（1981年）
  - 第605話「我子を返せ! 母二人の対決」（1983年）
- 男子の本懐（1981年）
- 新吾十番勝負 第1部「抹殺密命渦巻く悪の内懐にくの一暗躍」（1981年）
- 特捜最前線
  - 第214話「バラの花殺人事件!」（1981年）
  - 第237話「木枯しや……」（1981年）
  - 第370話「隅田川慕情!」（1984年）
  - 第422話「姑誘拐・ニッポン姥捨物語!」（1985年）
- 新五捕物帳（1981年）
  - 第161話「女髪結い情け唄」
  - 第165話「逃亡の果て」
- 立花登・青春手控え 第17話「ちゃん」（1982年）
- ゴールデンワイド劇場 / 終りに見た街（1982年）
- ザ・サスペンス
  - 偽造の太陽（1982年）
  - 骨肉の家（1983年）
- 御宿かわせみ 第2シリーズ 第19話「狐の嫁入り」（1983年）
- 事件記者チャボ! 第4話「絶体絶命! チャボの大脱走」（1983年） - 小谷市蔵
- 花王 愛の劇場 / 松本清張の黒革の手帖（1984年） - 江口虎雄
- すみれさんが行く（1985年3月25日） - 患者
- ふぞろいの林檎たちII（1985年） - 日の出食堂の老夫婦
- そして戦争が終わった（1985年）
- 金曜おもしろバラエティ / 心はロンリー気持ちは「…」（1986年）
- 松本清張サスペンス 隠花の飾り 遺墨（1986年）
- 木曜ドラマストリート / あぶない課外授業（1986年）
- 女ふたり捜査官 第8話「狙われた新人類女子大生」（1986年）
- ドラマ・女の四季 / 150歳の思春期!?（1988年）
- ドラマスペシャル / 虹のある部屋（1988年）

### 舞台
- 五月
- 島清
- 十二人の怒れる男

### テレビアニメ
- 狼少年ケン（1965年）

## 著書
- 句集 - 柿若葉
- 劇団北陸新協 四十五年の思い出
- 劇団北陸新協50年の歩み
- 犀川べりで
- 詩集金沢 - 青春の記録 1925〜1955